# Edo Brunner
Edo Brunner, né le 11 octobre 1970 à Dubbeldam, est un acteur et animateur de télévision néerlandais.

## Filmographie
- 1997 : Throwing Out the Baby de Lodewijk Crijns : Willem Slootkant[2]
- 2002 : Yes Nurse! No Nurse! de Pieter Kramer : Berthus[3]
- 2005 : Bonkers de Martin Koolhoven : le professeur[4]
- 2006 : Et pour quelques billes de plus de Jelmar Hufen : Fat bully
- 2007 : Dennis P. de Pieter Kuijpers[5]
- 2007 : Plop en de Pinguïn de Dennis Bots[6]
- 2012 : Zombibi de Martijn Smits et Erwin van den Eshof : Serge[7]
- 2013 : Spijt! de Dave Schram : père Jochem[8]
- 2016 : My Little Older Brother d'Iris Hogendoorn[9]
- 2016 : The Windmill de Nick Jongerius : Serge[10]

### Séries télévisées
- 2001-2006 : Rozengeur & Wodka Lime[11]
- 2003-2005 : Hallo België[12]

## Animation
- Depuis 2006 : Kannibalen[13]
- Depuis 2006 : Tequila[14]